# Soest, Nederländerna

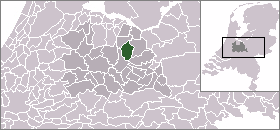
Lägeskarta

Soest är en kommun i provinsen Utrecht i Nederländerna. Kommunens totala area är 46,45 km² (där 0,19 km² är vatten) och invånarantalet är på 45 115 invånare (2005).